# Nikara
Nikara là một chi bướm đêm thuộc họ Noctuidae.